# Батцен

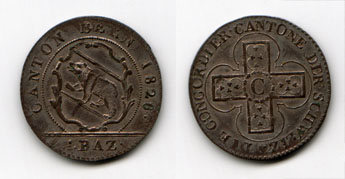
Батцен кантона Берн 1826 года

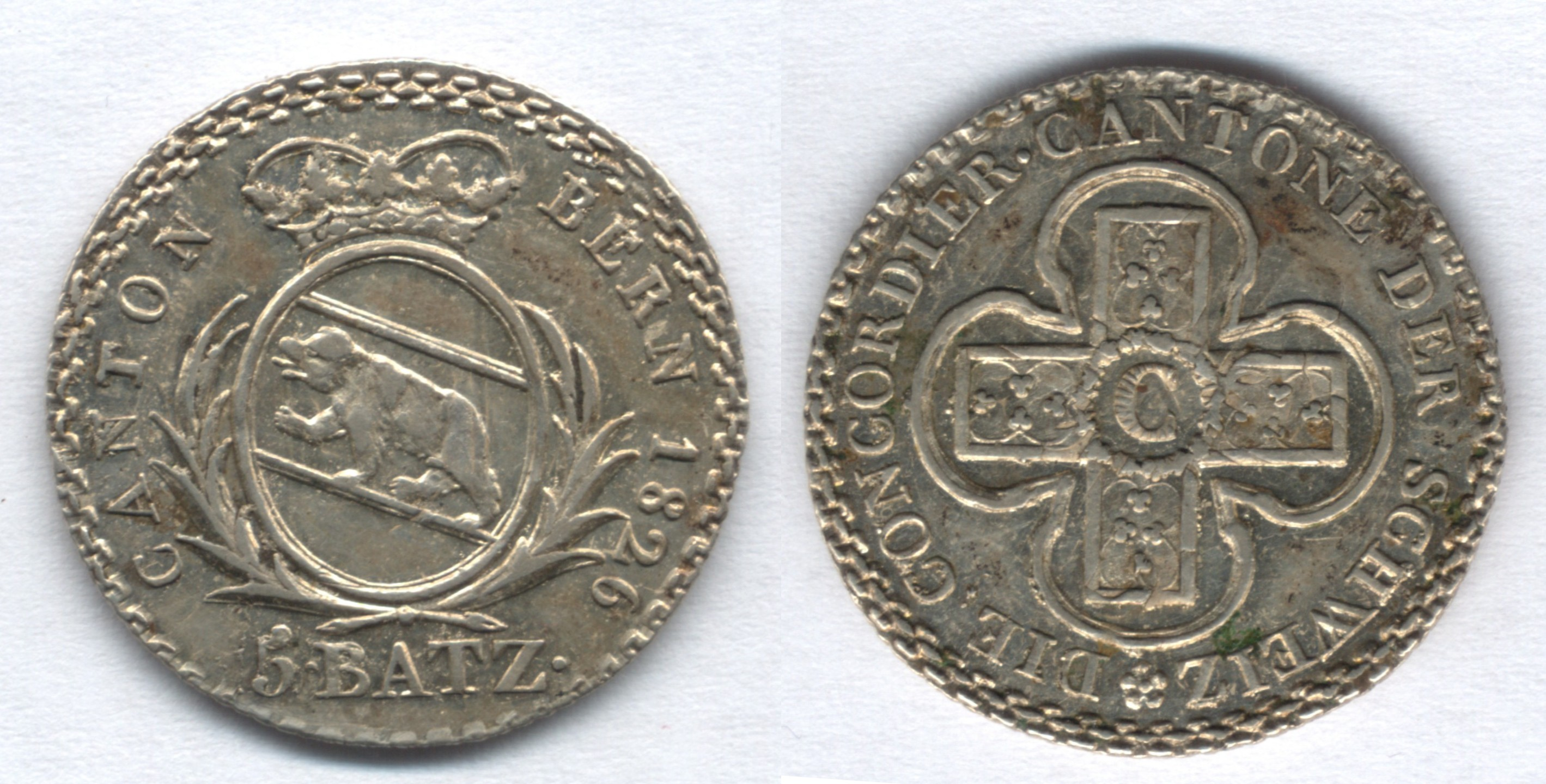
5 батценов кантона Берн 1826 года

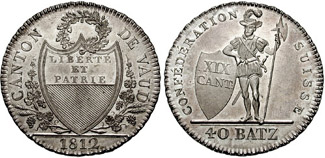
40 батцев кантона Во 1812 года

Ба́тцен, батц (нем. Batzen, фр. Batz) — название немецкой разменной монеты.
Впервые выпущен в Берне (Швейцария) в XV веке. Как полагают, монета получила своё название по изображению медведя — геральдического символа города (средне-верхненем. Betz — медведь). Вскоре батцены начали чеканить многие швейцарские кантоны и некоторые южно-германские государства.
Первоначально батцен был серебряной монетой; он весил 1,67 г и содержал 1,3 г серебра, позже батцен стали чеканить из биллона (низкопробного серебра). В Германии батцен был приравнен к 4 крейцерам.

Выпускали также монеты, кратные батценам. Монеты в 3 и 6 батценов (соответственно 12 и 24 крейцера) в XVI веке были основными низкопробными монетами Австрии и Южной Германии.
Из-за постоянно ухудшавшейся монетной стопы баварские, франконские и швабские сословия в 1535—1536 прекратили чеканку батценов. Имперский монетный устав 1559 года разрешал чеканку полубатценов (= 2 крейцерам), которые выпускались вплоть до XVII века.
В начале XVIII века за батцен давали 5 крейцеров (1/12 гульдена), позже в монетной системе Швейцарии батцен был снова приравнен к 4 крейцерам.
Некоторые швейцарские кантоны выпускали батцен до середины XIX века. Во франкоязычном кантоне Во батцен назывался батц (фр. Batz).
В XIX веке, после введения в Швейцарии десятичной системы, 1 швейцарский франк = 10 батценов = 100 раппенов.